# This Iz The Japanese Kabuki Rock
Thiz Iz the Japanese Kabuki Rock – album wydany przez Miyaviego 19 marca 2008 roku. Limitowana edycja została opracowana przez Universal i zawiera DVD z teledyskami i materiały dokumentalne. Jeden z nich to film z making-of albumu. Pokazuje miesiąc po miesiącu nagrywanie poszczególnych piosenek w różnych studiach.

## Lista utworów

### Pierwsza płyta (CD)
1. "Jpn Pride" - 5:13
2. "21st Century Tokyo Blues" - 4:16
(21st Century 東京 Blues)
3. "Kabuki Danshi -Kavki Boiz-" - 4:11
(歌舞伎男子)
4. "Boom-Hah-Boom-Hah-Hah" - 4:19
5. "Memories of Bushido (Instrumental)" - 1:06
6. "Nowheregod" - 7:06
7. "Hi no Hikari Sae Todokanai Kono Basho de" - 5:30
(陽の光さえ届かないこの場所で wraz z Sugizo)
8. "Sakihokoru Hana no You Ni -Neo Visualizm-" - 4:35
(咲き誇る華の様に)
9. "Subarashikikana, Kono Sekai -What A Wonderful World-" - 4:10
(素晴らしきかな、この世界)
10. "Tsurezure Naru Hibi Naredo" - 4:32
(徒然なる日々なれど)
11. "Thanx Givin' Day" - 2:57

### Druga płyta (DVD)
1. "Hi no Hikari Sae Todokanai Kono Basho de -Guitar Battle Mixx-" (teledysk, wraz z Sugizo)
2. "This Iz the Torippanashi Tosatsu Video"
(This Iz The 撮りっぱなし盗撮ビデオ)
3. "Hi no Uchidokoro Sae Miatranai Kono PV Documentary Eizo"
(非の打ち所さえ見当たらないこのPVドキュメンタリー映像)